# Swindon (borough)
Swindon – dystrykt o statusie borough i unitary authority w hrabstwie ceremonialnym Wiltshire w Anglii. Dystrykt powstał w 1974 roku, początkowo (do 1997 roku) nosząc nazwę Thamesdown i pełniąc funkcję dystryktu niemetropolitalnego.

## Demografia
W 2011 roku dystrykt liczył 209 156 mieszkańców.
Poniżej przedstawiona jest struktura etniczna, wyznaniowa i językowa dystryktu (dane ze spisu powszechnego w 2011 roku).
| Grupa etniczna      | Liczba ludności | % ogółu |
| ------------------- | --------------- | ------- |
| Biali – Brytyjczycy | 177 028         | 84,6%   |
| Biali – pozostali   | 10 870          | 5,2%    |
| Azjaci – Hindusi    | 6901            | 3,3%    |
| Azjaci – pozostali  | 6464            | 3,1%    |
| Mieszani            | 4226            | 2,0%    |
| Czarni              | 2861            | 1,4%    |
| Pozostali           | 806             | 0,4%    |
| Łącznie             | 209 156         |         |

| Wyznanie        | Liczba ludności | % ogółu |
| --------------- | --------------- | ------- |
| Chrześcijaństwo | 120 287         | 57,5%   |
| Brak wyznania   | 64 780          | 31,0%   |
| Islam           | 3538            | 1,7%    |
| Hinduizm        | 2597            | 1,2%    |
| Pozostałe       | 3649            | 1,7%    |
| Brak odpowiedzi | 14 305          | 6,9%    |
| Łącznie         | 209 156         |         |

| Język             | Liczba ludności | % ogółu |
| ----------------- | --------------- | ------- |
| Język angielski   | 187 424         | 93,4%   |
| Język polski      | 2651            | 1,3%    |
| Język nepalski    | 1263            | 0,6%    |
| Język portugalski | 1090            | 0,5%    |
| Pozostałe         | 8167            | 4,1%    |
| Łącznie           | 200 595         |         |

## Miasta
- Highworth
- Swindon

## Inne miejscowości
Ablington, Bishopstone, Blunsdon, Broad Blunsdon, Castle Eaton, Chiseldon, Covingham, Hannington, Heddington, Hinton Parva, Inglesham, Liddington, Lydiard Tregoze, Sevenhampton, South Marston, Stanton Fitzwarren, Stockley, Stratton St Margaret, Wanborough, Wroughton.